# 주뉴욕 대한민국 총영사관
주뉴욕 대한민국 총영사관(영어: Consulate General of the Republic of Korea in New York)은 대한민국 정부가 미국 뉴욕에 설치한 총영사관이다. 현임 총영사는 장원삼이다.

## 연혁
- 1949년 4월 1일 : 주뉴욕 대한민국 총영사관 개관

## 역대 공관장
- 초대 : 남궁염 (1949년 4월 ~ 1960년 6월)
- 2대 : 문덕주 (1960년 7월 ~ 1962년 9월)
- 3대 : 장재용 (1962년 10월 ~ 1966년 8월)
- 4대 : 최문경 (1966년 9월 ~ 1968년 6월)
- 5대 : 정규섭 (1968년 7월 ~ 1970년 1월)
- 6대 : 홍성욱 (1970년 1월 ~ 1971년 9월)
- 7대 : 김인권 (1971년 9월 ~ 1975년 3월)
- 8대 : 정도순 (1975년 4월 ~ 1977년 6월)
- 9대 : 윤근호 (1977년 6월 ~ 1980년 12월)
- 10대 : 김세진 (1980년 12월 ~ 1984년 3월)
- 11대 : 김태지 (1984년 5월 ~ 1986년 11월)
- 12대 : 공로명 (1986년 11월 ~ 1990년 1월)
- 13대 : 채의석 (1990년 1월 ~ 1991년 10월)
- 14대 : 김기수 (1991년 10월 ~ 1993년 10월)
- 15대 : 이현홍 (1993년 10월 ~ 1996년 3월)
- 16대 : 박노수 (1996년 3월 ~ 1999년 3월)
- 17대 : 허리훈 (1999년 3월 ~ 2001년 2월)
- 18대 : 김항경 (2001년 2월 ~ 2001년 11월)
- 19대 : 조원일 (2001년 11월 ~ 2004년 9월)
- 20대 : 문봉주 (2004년 10월 ~ 2007년 8월)
- 21대 : 김경근 (2007년 8월 ~ 2010년 6월)
- 22대 : 김영목 (2010년 6월 ~ 2012년 9월)
- 23대 : 손세주 (2012년 9월 ~ 2015년 4월)
- 24대 : 김기환 (2015년 4월 ~ 2017년 12월)
- 25대 : 박효성 (2017년 12월 ~ 2019년 11월)
- 26대 : 장원삼 (2019년 11월 ~ 2021년 11월)
- 27대 : 정병화 (2021년 11월 ~ 2022년 12월)
- 28대 : 김의환 (2022년 12월 ~ )

## 근무 시간
- 공관 업무시간 : 월~금요일 오전 10시 ~ 12시, 오후 1시 ~ 5시
- 민원 업무시간 : 월~금요일 오전 10시 ~ 12시, 오후 1시 ~ 4시 30분 (민원 업무는 사전 온라인으로 예약한 뒤 예약된 시간에 민원실 방문 가능)

## 휴무일
- 매주 토요일, 일요일
- 대한민국의 공휴일 중 3·1절
- 주재국인 미국의 공휴일 전체

## 주소
- 460 Park Ave.(bet.57th & 58th St.) New York, NY 10022

## 관할 구역
- 뉴욕주
- 뉴저지주
- 코네티컷주
- 펜실베이니아주
- 델라웨어주

## 같이 보기

### 일반 주제
- 한미 관계
- 주미국 대한민국 대사관
- 대한민국의 재외공관 목록

### 미국에 설치된 다른 대한민국 영사관들
- 주로스앤젤레스 대한민국 총영사관
- 주호놀룰루 대한민국 총영사관
- 주샌프란시스코 대한민국 총영사관
- 주시카고 대한민국 총영사관
- 주휴스턴 대한민국 총영사관
- 주애틀랜타 대한민국 총영사관
- 주시애틀 대한민국 총영사관
- 주보스턴 대한민국 총영사관

### 뉴욕에 설치한 다른 재외 공관들
- 주뉴욕 타이베이 경제문화판사처
- 주뉴욕 일본 총영사관